# Paul-Émile de Souza
Paul-Émile de Souza (ur. 1931, zm. 17 czerwca 1999) – beniński pułkownik, następnie przewodniczący Rady Prezydenckiej Dahomeju od 13 grudnia 1969 do 7 maja 1970.

## Życiorys
W 1966 roku de Souza został wybrany wiceprzewodniczącym Narodowego Komitetu Rewolucyjnego, a także został jednym z trzech oficerów tejże organizacji. Stanowisko to miało niewielki zakres kompetencji, co zaowocowało jego rozwiązaniem przez prezydenta Christophe Soglo 6 kwietnia 1969. Kiedy w tym samym roku Soglo został obalony, de Souza został wybrany przez kolejnego prezydenta Émile Derlin Zinsou na Dyrektora Spraw Wojskowych.
10 grudnia 1969 Émile Derlin Zinsou został obalony w wojskowym zamachu stanu, kierowanym przez Maurice Kouandété. Kouandété nie został jednak wybrany przez wojsko na kolejnego prezydenta. Z kolei Dyrekcja Wojskowa 13 grudnia obwołała de Souzę przewodniczącym kraju. 28 marca 1970 odbyły się wybory prezydencie, poprzedzone zamieszkami w Parakou, gdzie zginęło sześć osób. Najwięcej głosów w wyborach uzyskali Hubert Maga, Sourou-Migan Apithy i Justin Ahomadégbé-Tomêtin. W wyniku braku początkowego konsensusu, Maga zagroził, iż w przypadku nie powierzenia mu funkcji prezydenta dokona secesji swojego rodzimego rejonu. Podobne roszczenia miał Apithy, który groził przyłączeniem swojego regionu do Nigerii. By uniknąć wojny domowej trzech byłych prezydentów osiągnęło kompromis, który polegał na wymienianiu się sprawowaniem urzędu co dwa lata. Tak więc 7 maja 1970 Hubert Maga został kolejnym przewodniczącym Rady Prezydenckiej.
Po złożeniu urzędu przewodniczącego Rady Prezydenckiej kraju, de Souza został szefem sztabu armii dahomejskiej.
Maurice Kouandété próbował tym razem obalić prezydenta Magę 23 lutego 1972. Plan Kouandété'a zakładał przejęcie budynków rządowych w Ouidah oraz zabójstwo de Souzy. Wypełniający zlecenie major Moumouni został śmiertelnie raniony przez de Souzę. Z zamachu de Souza wyszedł lekko ranny. Prezydent Hubert Maga także nie ucierpiał w zamachu. Następnie Kouandété został skazany na karę śmierci, która jednak nie została wykonana.
Kiedy do władzy doszedł Mathieu Kérékou de Souza został zwolniony z wojska. Objął natomiast funkcję komisarza narodowego banku SOCAD. Paul-Émile de Souza zmarł 17 czerwca 1999.